# ComediHa! Fest-Québec
Le ComediHa! Fest-Québec, autrefois le Festival Grand Rire de Québec, est un carrefour de l'humour qui comprend de l'animation, des lieux de diffusion inusités, des villages éphémères, du mobilier urbain ludique et des centaines de spectacles en salle et en plein air. Le festival compte plus de 500 artistes et artisans ainsi que 350 spectacles pour sa 20ème édition du 7 au 18 août 2019. Le ComediHa! Fest-Québec comprend également les soirées Gala ComediHa! où des artistes notables ont été vus dans les éditions précédentes, notamment Véronique Cloutier, P-A Méthot, Phillipe Bond, Jean-Michel Anctil, Patrick Huard, Patrice L'Écuyer et plusieurs autres.

## Historique
Le ComediHa! Fest-Québec, le Grand Rire Bleue au moment de sa fondation, a été créé en 2000 par Sylvain Parent-Bédard et l'aide de la brasserie Labatt et du Gouvernement du Québec.
En octobre 2024, il est annoncé que le ComédieHa! Fest devient le festival Juste Pour Rire de Québec.